# Charles-Marie Franchet
Pour les articles homonymes, voir Franchet.
Charles-Marie Franchet, né le 10 décembre 1838 à Lyon et mort le 7 mars 1902 dans cette même commune, est un architecte français,.

## Biographie
Charles-Marie Franchet entre en 1860 à l'École des beaux-arts de Paris, atelier Questel.

## Réalisations
Charles-Marie Franchet réalise les travaux d'architecture suivants :
- agrandissement de l'église Notre-Dame-Saint-Vincent ;
- chapelle des religieuses Marie-Thérèse à la montée du Chemin-Neuf, à Lyon ;
- chapelle des Dames du Sacré-Cœur, rue Boissat à Lyon ;
- hôpital Saint-Joseph ;
- château de la Chassagne à Neuville-les-Dames ;
- château de l'Abergement.Clémenciat ;
- château de la Salle en Saône-et-Loire ;
- monastère de l'Immaculée-Conception à Chamalières ;
- décoration intérieure de l’église de Couzon-au-Mont-d'Or avec Pierre Bossan ;
- décorations intérieures, dôme et façade de l'église de l'Immaculée-Conception de Lyon ;
- décorations intérieures de l’église de Neulise, de Régny, de la chapelle des Sauvages à Tarare, du couvent des Dominicaines à Oullins.

## Distinctions
- Chevalier de l'ordre de Saint-Sylvestre

Charles-Marie Franchet est admis à la Société académique d'architecture de Lyon le 3 juillet 1873. Il est également chevalier de l'ordre de Saint-Grégoire-le-Grand et chevalier de ordre de Saint-Sylvestre.